# Psilopogon mystacophanos
Megalaima mystacophanos là một loài chim trong họ Megalaimidae.